# Tournai
Tournai (en neerlandés Doornik, en alemán Dornick, en latín Tornacum) es una ciudad francófona de Bélgica situada en la Región valona, cabecera de arrondissement en la provincia de Henao y sede del obispado de Tournai.
Tournai es una de las ciudades más antiguas de Bélgica junto con Arlon y Tongeren. Tuvo un papel histórico, económico y cultural importante en el Condado de Flandes durante la Edad Media.
Tanto el campanario cívico de Tournai (Beffroi en francés; Belfort en neerlandés), el más antiguo de Bélgica, como la Catedral de Notre-Dame de Tournai están incluidos en la lista del patrimonio mundial de la UNESCO. La catedral, imponente construcción de arte románico y de arquitectura gótica, es célebre por sus cinco campanarios así como por su tesoro. Junto a la ciudad francesa de Lille y la ciudad flamenca de Cortrique, forman la Eurometrópolis Lille-Tournai-Kortrijk.

## Etimología
La ciudad está documentada bajo los nombres de Turris Nervorium (siglo I), Turnacum (año 300), Turnaco (año 365), que significa: lugar (sufijo céltico āko > -ACU) de las colinas (galo turno- «altura» [?], cf. bretón torn-aot «altura del borde», «acantilado»). La raíz *turn- «altura» sería precéltica para Jean Loicq, mientras que céltica para Xavier Delamarre.
Homonimia con Tournai-sur-Dive y los numerosos Tournay, Tourniac, Tornac, entre otros. El mismo elemento turno- puede identificarse en Turno-magus > Tournon, Turno-durum > Tonnerre.

## Historia
La ciudad, creada hace más de dos milenios, ha cambiado a menudo de dominio: galo-romana, franca (ciudad real bajo los reinados de Childerico I y de Clodoveo I y por lo tanto la primera capital de Francia).
Alrededor del año 850, fue integrada en el Condado de Flandes, que se convirtió en país vasallo del rey de Francia. A partir de 1187, después de las luchas de sus habitantes, la ciudad obtuvo cierta independencia de cara al resto del condado y dependía directamente de la corona de Francia.
Permaneció siendo francesa hasta 1521 (exceptuando una breve ocupación inglesa bajo Enrique VIII en 1513-1518). Año, en el que tras asedio la ciudad terminó por pasar a manos de Carlos I, y Tournai se unió así a los Países Bajos de los Habsburgo. En 1577 fue ocupada por los rebeldes neerlandeses, pasando de nuevo a España el 30 de noviembre de 1581.
Luis XIV la conquistó el 26 de junio de 1667, fue tomada por las tropas de la Alianza de La Haya el 3 de septiembre de 1709 y en 1714 se integró en los Países Bajos Austríacos. En 1745 tuvo lugar la batalla de Fontenoy (poblado situado a más o menos 10 km de Tournai), con victoria francesa e irlandesa contra las tropas inglesas y austríacas.
La ciudad fue conquistada por Francia bajo la Revolución y el Imperio. Se unió al Reino de los Países Bajos en 1815. Fue integrada en la Bélgica independiente en 1830.
Durante la Segunda Guerra Mundial fue dinamitado su puente fronterizo del siglo XIII.

## Geografía

### Secciones del municipio
El municipio comprende los antiguos municipios, que se fusionaron en 1977:
| - Tournai - Barry - Beclers - Blandain - Chercq - Ere - Esplechin - Froidmont - Froyennes - Gaurain-Ramecroix - Havinnes - Hertain - Kain - Lamain - Marquain - Maulde - Melles - Mont-Saint-Aubert - Mourcourt - Orcq - Quartes - Ramegnies-Chin - Rumillies - Saint-Maur - Templeuve - Thimougies - Vaulx-lez-Tournai - Vezon - Warchin - Willemeau |

## Demografía

### Evolución
Todos los datos históricos relativos al actual municipio, el siguiente gráfico refleja su evolución demográfica, incluyendo municipios después de efectuada la fusión el 1 de enero de 1977.
| Gráfica de evolución demográfica de Tournai entre 1846 y 2019 |
|                                                               |

## Lugares de interés
Cuenta entre sus monumentos más importantes el Belfort o Beffroi, torre desde la que se domina la ciudad y sus alrededores y la catedral de Nuestra Señora, de amplias naves, y en la que se están realizando trabajos arqueológicos (año 2007) y de restauración (año 2014).

## Galería

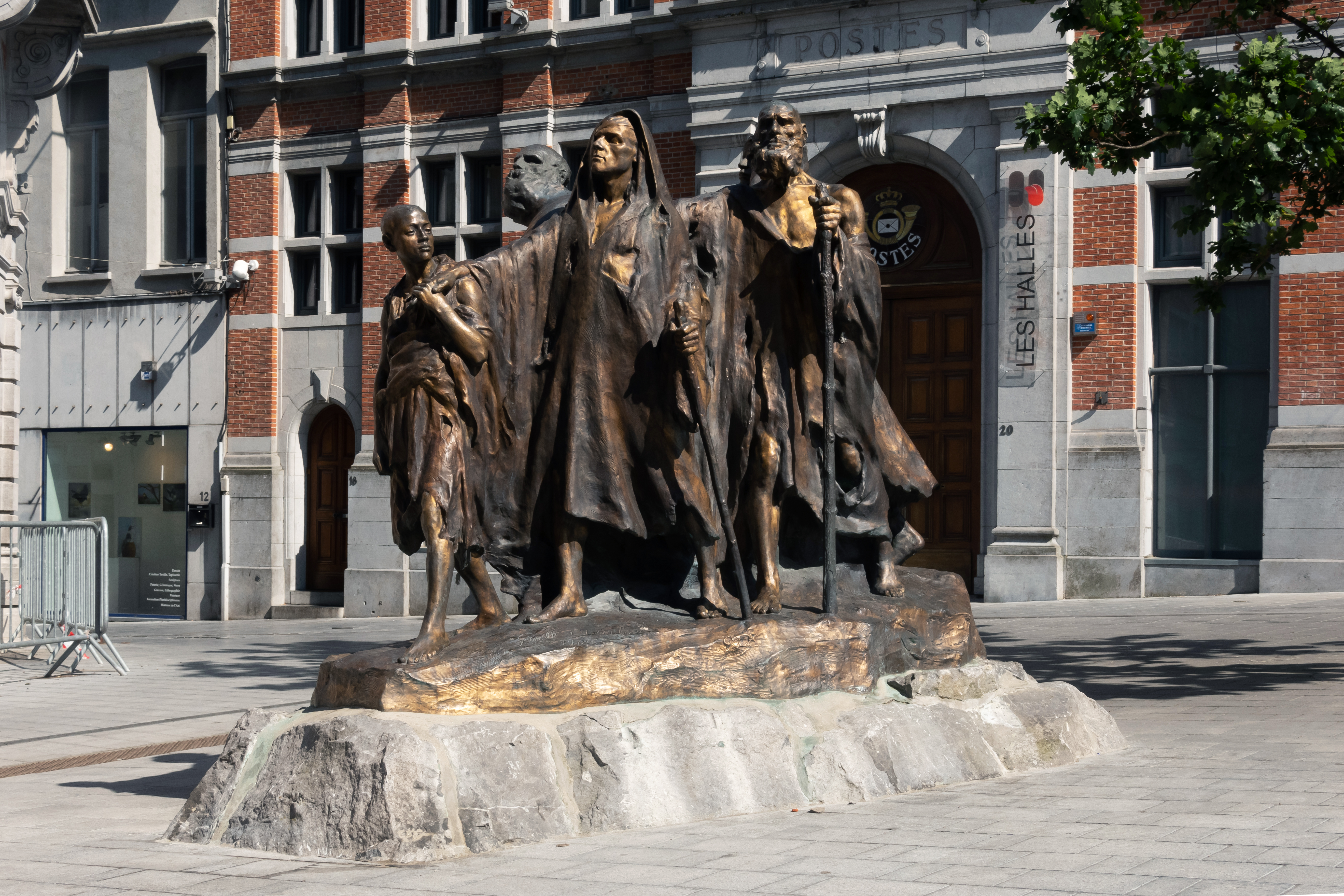
Escultura cerca la catedral
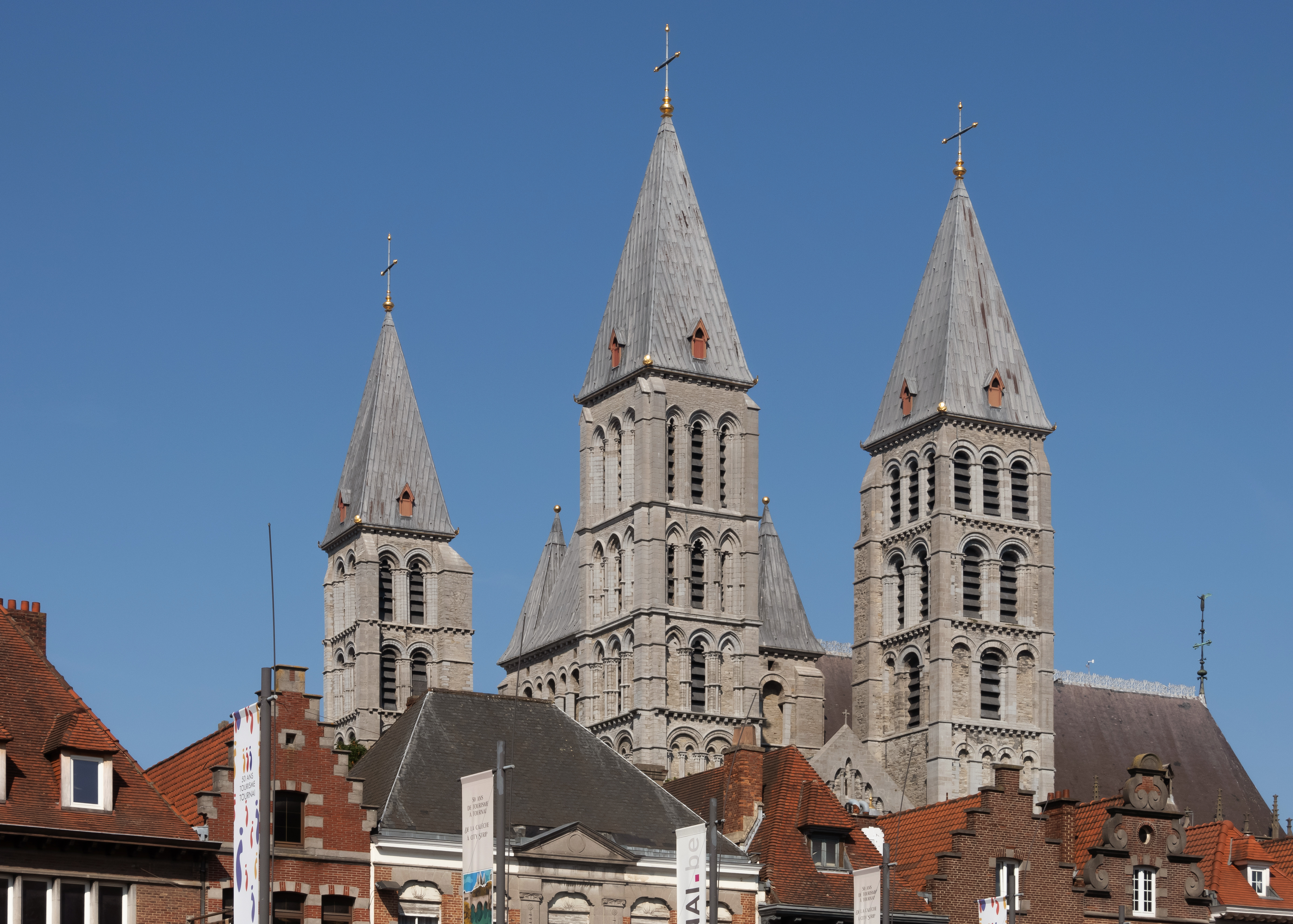
Las torres de la cathedrale desde la Grand Place
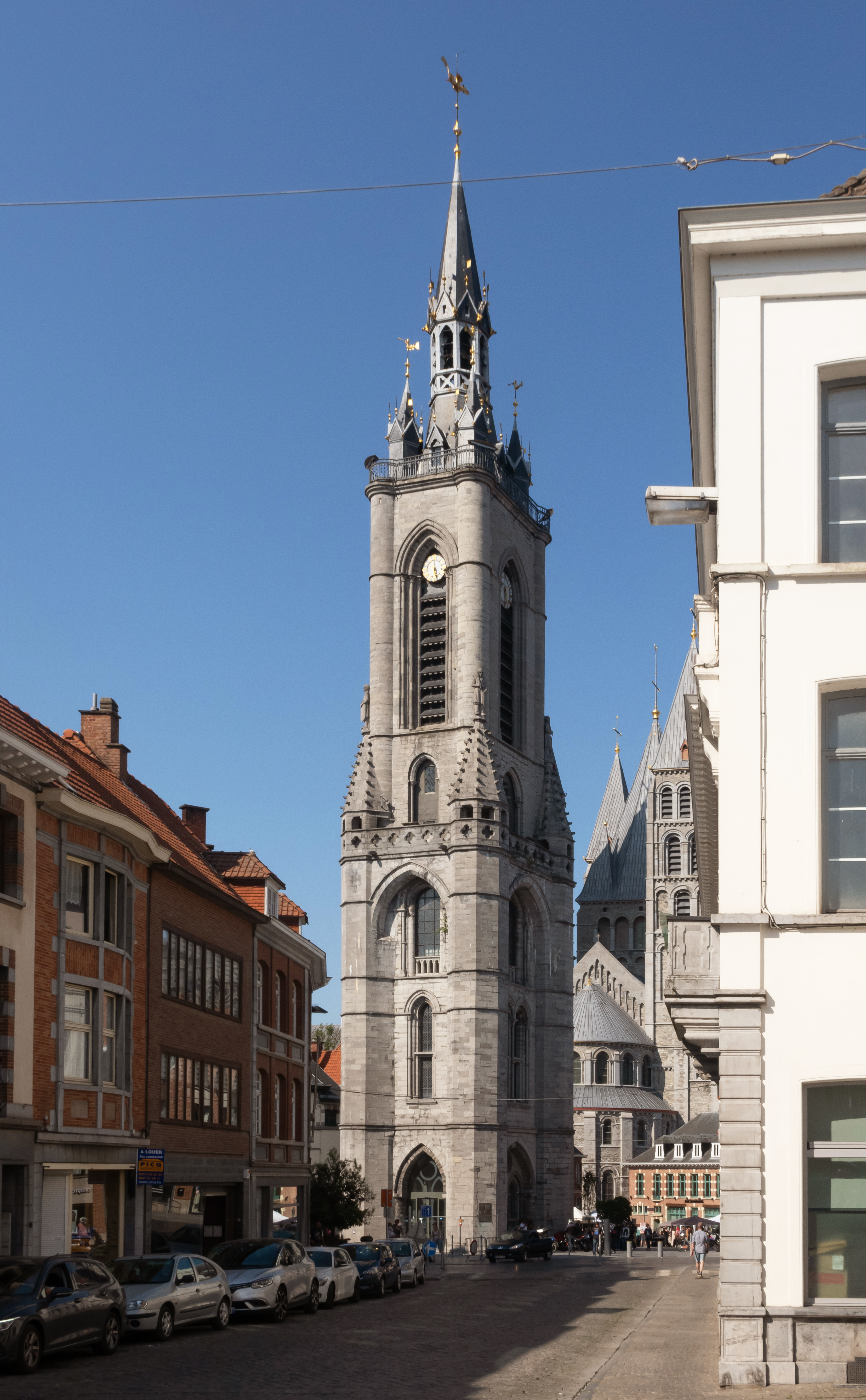
El beffroi
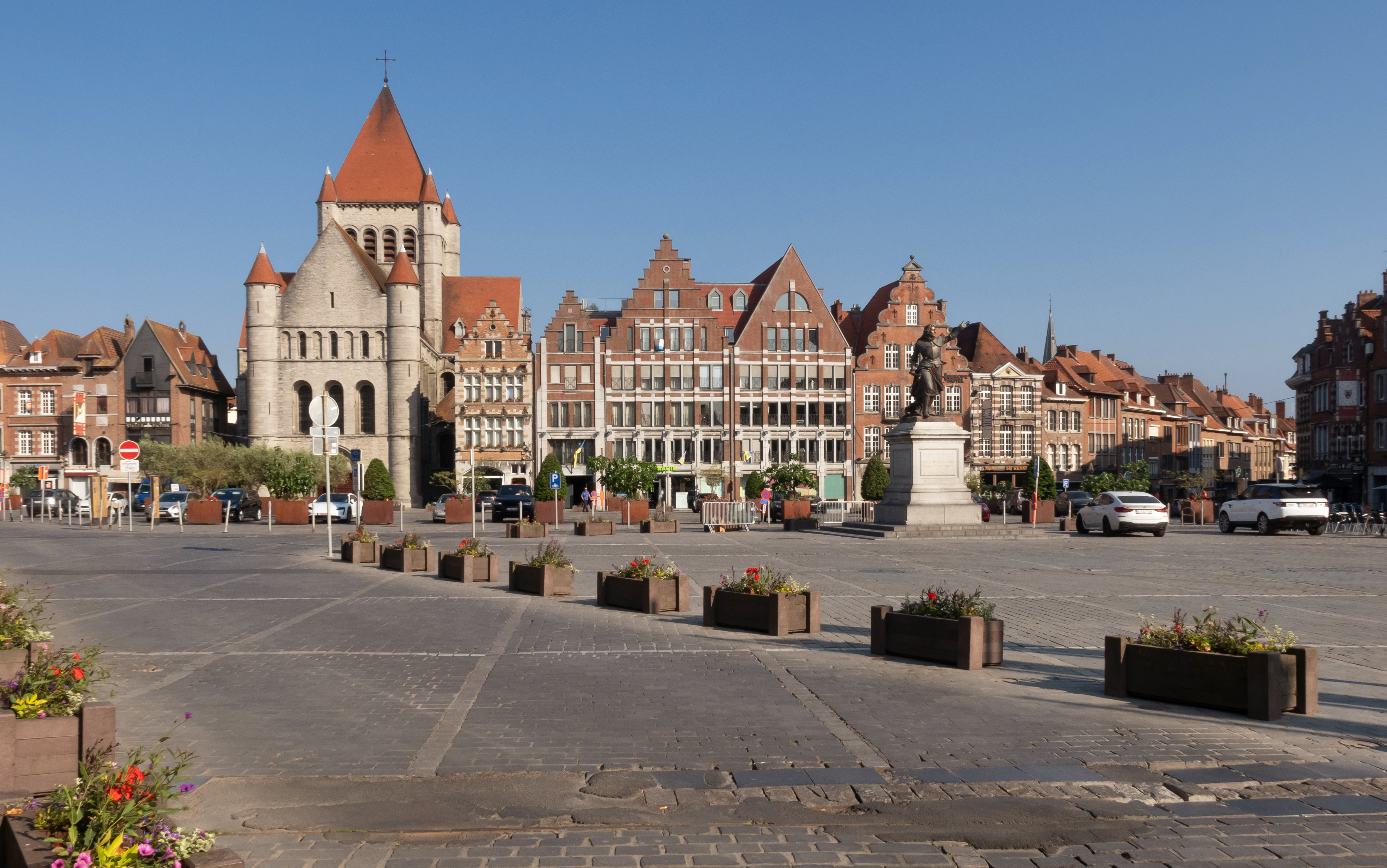
La plaza: Grand Place
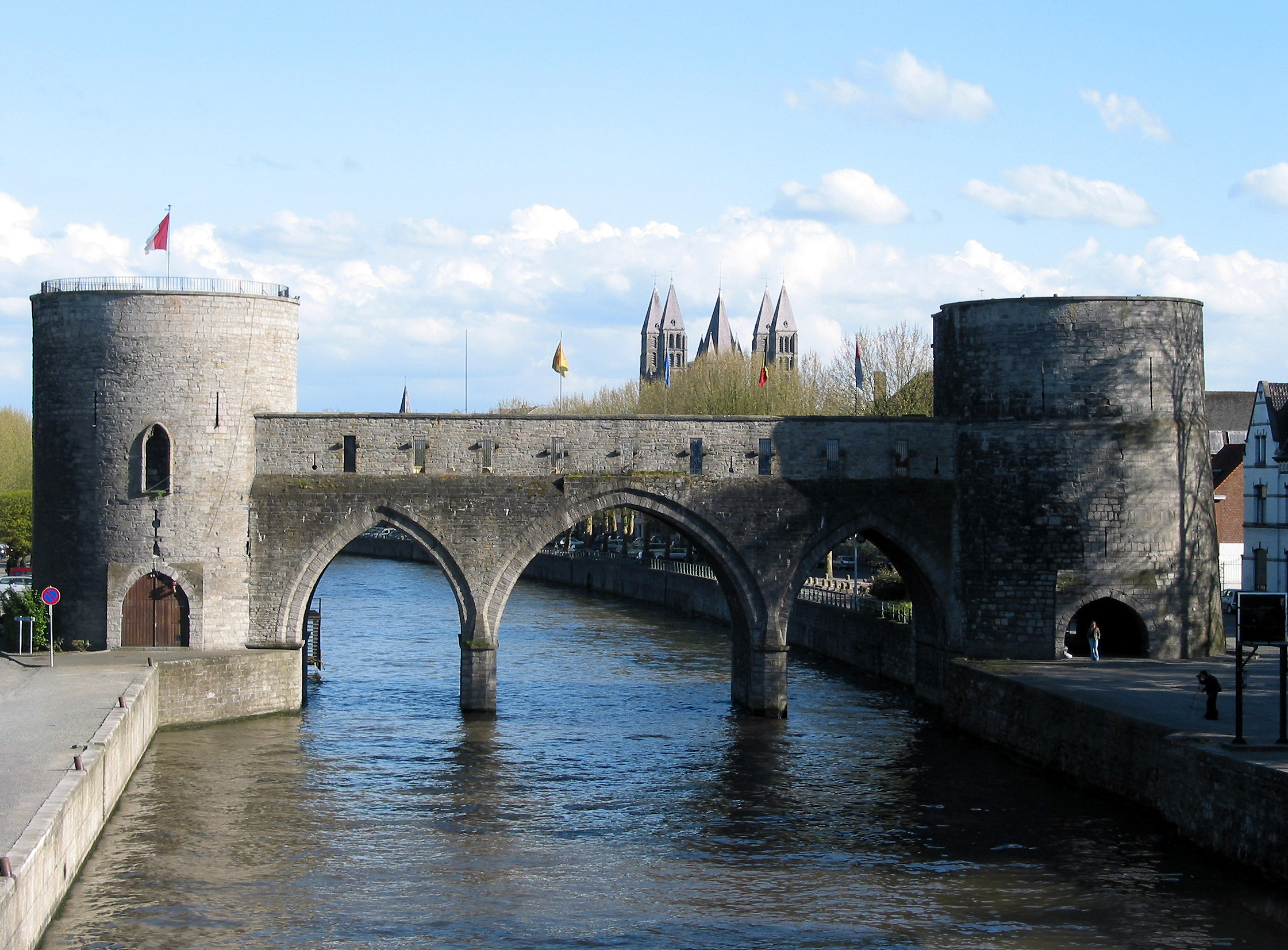
La antigua ciudad, el puente sobre el río Escalda y su famosa catedral

## Ciudades hermanadas
- Troyes (Francia, desde 1951).
- Villeneuve d'Ascq (Francia, desde 1994).
- Tarija (Bolivia, desde 2005).
- Guadamur (España, desde 2007).